# محوطه سرتیتان ۲
محوطه سرتیتان ۲ مربوط به دوره اشکانیان - دوره ساسانیان است و در شهرستان گیلانغرب، بخش مرکزی، دهستان حومه، ۱۰۰۰ متری غرب روستای سرتیتان واقع شده و این اثر در تاریخ ۱۸ اسفند ۱۳۸۷ با شمارهٔ ثبت ۲۴۸۰۳ به‌عنوان یکی از آثار ملی ایران به ثبت رسیده است.